# Paraguaipoa
Paraguaipoa – miasto w Wenezueli, w stanie Zulia.